# Francesc d'Assís Galí
Francesc d’Assís Galí i Fabra (1880 Barcelona – 1965 Barcelona) byl katalánský malíř a zakladatel soukromé umělecké školy.

## Životopis
Galí studoval na akademii „La Llotja“ v Barceloně (katalánsky: Escola d’Arts i Oficis de Barcelona), kde byl žákem Alexandra de Riquera (1856–1920) v technice leptu. Galího malířství se přiklonilo k moderně, poté, co prošlo fází symbolismu a realismu.
V roce 1906 založil Galí svou uměleckou školu Academia de Francesc Galí v Barceloně jako protiváhu tradiční akademické výuky. Jeho učení byla progresivní, bez určeného uměleckého směru, každý žák si vybral vlastní individuální styl; mezi ně patřili i Joan Miró a Josep Llorens i Artigas. Jeho dílo bylo vystaveno na 20. Světové výstavě v Barceloně v roce 1929. Během občanské války byl generálním ředitelem Bellas Artes de la República. V roce 1939 odešel do exilu do Anglie.
Z jeho malířských prací jsou známy fresky na budově pošty v Barceloně, které vytvořil v roce 1928 a fresky v kupoli dnešního Katalánského národního uměleckého muzea, namalované v roce 1929 pro Světovou výstavu. V roce 1958 vytvořil Galí malbu „Sala del Quixot“ v barcelonské radnici.